# Federació Jueva
La Federació Jueva (JFED) és una organització jueva laica sense ànim de lucre que es troba a moltes àrees metropolitanes dels Estats Units amb una important comunitat jueva. Ofereixen serveis humans i de suport, filantropia, subvencions financeres als refugiats d'arreu del món, ajuda humanitària i en cas de desastres, acull conferències de lideratge i oportunitats de beques per a dones i joves, impulsos benèfics, ajuden les persones que ho necessiten a navegar per recursos integrals i proporcionen atenció a població jueva en risc en més de 70 països del món. Tot i que la Federació Jueva es va crear per servir principalment a les comunitats jueves, també atenen a altres comunitats. Totes les federacions d'Amèrica del Nord fan una campanya central anual i després destinen els ingressos a les agències locals afiliades. Actualment hi ha 146 federacions jueves, l'organització paraigua nacional de les federacions és les federacions jueves d'Amèrica del Nord, als Estats Units.

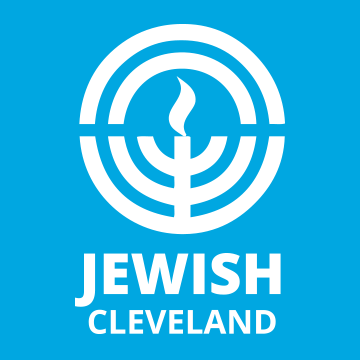
Logotip de la Federació Jueva de Cleveland

## Rerefons
A partir del 1654, quan va començar el primer assentament comunal jueu a Nova Amsterdam (l'actual Nova York) malgrat els intents del governador Peter Stuyvesant de prohibir el primer poble jueu d'Amèrica del Nord de l'assentament (fins que finalment va ser anul·lat), i per els propers 250 anys; la comunitat jueva va prometre als governs locals que no es convertirien en una càrrega, tenint cura de la seva pròpia comunitat. Al llarg d'aquest període, a mesura que la comunitat jueva va continuar creixent al que esdevindria els Estats Units, van "establir sinagogues, societats funeràries, cooperatives de crèdit i societats de joves hebreus a desenes de ciutats abans que hi hagués una sola federació".

Segons l'historiador Donald Feldstein a The Jewish Federation: The First Hundred Years :
″No hi ha cap font única on es pugui trobar una història completa de la Federació Jueva a Amèrica del Nord... La primera federació jueva dels Estats Units es va fundar a Boston el 1895, una altra es va organitzar a Cincinnati, Ohio, i en uns quants anys van sorgir federacions arreu del país allà on hi havia comunitats jueves importants."
Les filosofies fundacionals de les primeres federacions jueves a Amèrica es basaven en el laïcisme, però profundament influenciades per la tradició jueva, com Hesed (amabilitat amorosa); i organitzada com la Kehilla, una organització comunal que es trobava en diverses regions d'Europa de l'Est a l'època; creat per satisfer les necessitats de benestar de les comunitats jueves d'una manera inclusiva i integral. No obstant això, a diferència dels Kehilla, que s'havien format normalment sota l'autoritat dels governs locals per recaptar impostos de la comunitat jueva en suport dels serveis, la Federació Jueva dels Estats Units ha estat sempre totalment autònoma. 61-62

## Història
La primera federació jueva es va fundar a Boston el 1895 com Associated Jewish Philanthropies. Cincinnati va formar la seva federació, United Jewish Social Agencies, l'any següent. Chicago va fundar la seva federació el 1900 seguida de St. Louis. Aviat es van formar federacions a moltes altres ciutats amb nombroses poblacions jueves. Inicialment (1895-1945) el sistema de federacions es va centrar en les necessitats de benestar dels jueus individuals amb l'objectiu d'integrar-los als EUA. Les federacions jueves van inspirar la formació el 1913 del precursor de United Way, el cofre de la comunitat a Cleveland, Ohio.
El 1932, es va formar una organització paraigua per a les federacions anomenada Consell Nacional de Federacions Jueves i Fons de Benestar.
La campanya i l'organització nacionals de la United Jewish Appeal (UJA) es van iniciar el 1939. Amb la fundació de l'estat d'Israel el 1948, la UJA va augmentar en importància.
Fins a la dècada de 1960 amb l'inici de Medicaid i Medicare, les federacions destinaven grans porcions dels fons de la campanya als hospitals jueus.

## Estructura
Cada federació és autònoma de les federacions d'altres ciutats i tendeixen a centrar-se en les preocupacions locals. Les federacions solen tenir juntes o patrons electes que són responsables davant la comunitat, personal remunerat i lideratge voluntari. Originalment, les federacions funcionaven només amb caràcter voluntari, però ràpidament es van recórrer a personal professional. Es dediquen a la planificació centralitzada per a les necessitats de la comunitat local i poden proporcionar serveis administratius centralitzats per als seus organismes constitutius.
Depenent de la mida de la comunitat, la federació pot oferir serveis directament o finançar una altra agència per oferir aquesta funció. Per exemple, la federació pot tenir un local com a braç o funció, si no la proporciona una agència independent finançada per la federació.